# Jean-Charles de Castelbajac
Jean-Charles de Castelbajac (n. 28 noiembrie 1949, Casablanca) este un designer vestimentar și industrial francez. El provine dintr-o veche familie nobilă franceză, Castelbajac, din Gasconia. 

## Viața
Născut pe 28 noiembrie 1949 la Casablanca, Jean-Charles de Castelbajac provine dintr-o familie din Bigorre în Gasconia. Părinții săi Louis, marchizul de Castelbajac și Jeanne-Blanche, născută Empereur-Bissonet, i-au oferit fiului lor educația necesară gradul său. La vârsta de cinci ani, a fost deci trimis la colegiul militar din Mesnières-en-Bray, prin care au trecut și toți strămoșii săi. Apoi, de la șase până la șaptesprezece ani, s-a îmbarcat cu otatorii și frații Betharam. Este pasionat de istoria militară și de eroii ei, ale căror figuri le adună. Apoi moda a luat un loc din ce în ce mai important în viața ei.
Orfan de tată la 15 ani, s-a întors în Franța, la Limoges, unde mama sa conducea un IMM de aproximativ 30 de oameni. Jean-Charles, care se visează pe vremea unui arheolog, începe prin a-i face mici schițe înainte de a deveni, în ajunul lunii mai 1968, directorul artistic al companiei. Pasionat atât de artă, cât și de modă, a început prin a studia la Școala de Arte Plastice înainte de a trece la Școala Superioară de Industrii de Confecții. În 1978, a pornit, a redenumit fabrica mamei sale Ko and Co și a profitat de ocazie pentru a-și crea propria colecție cu ea. În 1979, cu ocazia primei ei prezentari de modă, desenele ei exuberante, care amintesc de parfumul copilăriei, au dat lovitura. În același an, a recrutat designeri încă necunoscuți precum Kenzo și Chantal Thomass și a început să intereseze cele mai trendy buticuri. Din anii 1980 până în anii 1990, a produs o operă artistică abundentă. Îmbinând cele două pasiuni ale sale, arta și moda, realizează picturi sau rochii graffiti, semnele sale distinctive. În 1993, acum căutat peste tot, a produs două colecții cu Courrèges, și-a sporit expozițiile de artă și a devenit profesor la Universitatea din Viena, Austria. În 2004, și-a înființat studioul și nu un nou concept store (în colaborare cu Christian Ghion) la 10 rue Vauvilliers, la Paris. Cunoscut în întreaga lume, a expus chiar în aprilie 2009 la galeria Pardaise Row din Londra lucrarea sa The triumph of design.
Adevăratul designer cu toții nu este niciodată lipsit de proiecte din ce în ce mai uimitoare: la începutul anului 2012, a descoperit o nouă pasiune, automobilul, și și-a imaginat noul Twingo 55 FBG pentru Renault. În martie 2012, a preluat Oratoriul Luvru pentru prezentarea colecției sale.
Pe partea privată, Jean-Charles de Castelbajac are doi copii născuți din uniunea sa cu un fost model pe nume Kate: Louis-Marie și Guilhem de Castelbajac. În 2002, Jean-Charles de Castelbajac a cunoscut-o pe actrița, cântăreața și fosta Miss France Mareva Galanter. Dar cuplul s-a despărțit în 2011. În octombrie 2017, în săptămâna modei pariziene, a apărut pe brațul lui Pauline de Drouas. Pe 21 septembrie 2019, cuplul s-a căsătorit la Paris. Pe 2 februarie 2020, el a anunțat pe contul său de Instagram că soția sa este însărcinată. Pe 28 februarie 2020, cuplul a născut o fiică pe nume Eugenie. În iulie 2021, cuplul și-a sărbătorit cununia religioasă în Gers. Pe 17 iulie 2021, cuplul s-a căsătorit religios. 

## Expoziții (selecție)
- 1985: Muzeul de Arta Moderna, Troyes
- 1986: Fashion Institute of Technology, New York
- 1988: "Antikörper", Museum für angewandte Kunst, Wien
- 2006: Victoria & Albert Museum, Londra
- 2007: Musée de la mode, Paris